# Na Carenza
Na Carenza est une  trobairitz  du XIIIe siècle.

## Œuvre
Dans la tenson (poème dialogué) "Na Carenza al bel cors avinen", Na Carenza et N'Alaisina échange des coblas (stances de la poésie troubadouresque). On trouve ce poème dans le Chansonnier de Milan (Milan, Biblioteca Ambrosiana, MS R 71 Sup., f.38r ).